# Jiří Císler
Jiří Císler (4. února 1928 České Budějovice – 17. dubna 2004 Praha) byl český herec, režisér, hudebník, komik, dramatik a bavič. Označován byl jako „mistr sarkasmu“.

## Život
Vystudoval obchodní akademii, ale přešel k umění. Začínal jako houslista orchestru Jihočeského divadla v Českých Budějovicích, na jeviště ho přivedl režisér Miroslav Macháček. Prošel operetou i operou, zakotvil v činohře. Začátkem 60. let přichází do pražského Divadla Na Fidlovačce, působil také v divadlech v Pardubicích, Mladé Boleslavi, Ústí nad Labem, začátkem 70. let se opět vrátil do Prahy (Semafor, a také Ateliér, Činoherní klub). Od roku 1990 byl zakladatelem a vedoucím Hravého divadla v Praze. Jiří Císler je autorem her, muzikálů, skladeb scénické hudby.
Prosadil se i v dabingu.
Děti si jeho hlas mohou spojit s nedělnědopoledním zábavním pořadem Studio Kamarád, ve kterém namluvil postavu Haryho Šoumena, nebo se seriálem Návštěvníci, v němž hrál ředitele hotelu, nebo s kresleným seriálem Šmoulové, kde nadaboval černokněžníka Gargamela. Z dabingu celovečerních filmů stojí za zmínku záskok za zesnulého Františka Filipovského, když ve filmu Jo namluvil Louise de Funès.

## Divadlo

### Působení
- 1953–1961 Jihočeské divadlo České Budějovice (činohra, opera)
- 1961–1963 Divadlo Na Fidlovačce Praha-Nusle (např. Pařížský život, 1961, režie)
- 1963 Divadlo Příbram (Drak je drak, režie)
- 1964 Krajské divadlo Mladá Boleslav (Don Juan, režie, alternace v roli Leporella)
- 1964–1969 Východočeské divadlo Pardubice
- 1969–1971 Kladivadlo Ústí nad Labem (Brejle, režie a role s Janou Kasanovou, režie Hadrián z Římsů)
- 1971–1974, 1980 Semafor
- 1975 Severomoravské divadlo (Dobrý večer, pane Wilde, režie j. h.)
- 1976–1977 Ateliér Praha
- 1977–1985 Činoherní klub
- 1986 Satirické divadlo Večerní Brno (Zítra touhle dobou, režie, hudba, alternace v roli kejklíře)
- 1990 Svobodná scéna – Hravé divadlo Jiřího Císlera, scéna „A“ Klub ÚDA II. Praha (Brejle, režie a role s Janou Kasanovou)

Režie v divadle Semafor
- 1971 – Čarodějky
- 1972 – Kytice (600 repríz)
- 1972 – Zuzana v lázni
- 1974 – Elektrická puma
- 1980 – Kdyby 1000 klarinetů

Divadelní role, výběr
- 1953 – první role, a to v operetě Cikánský baron (Otakar, syn vychovatelky Mirabely)[2], režie Adolf Šmíd, Miroslav Macháček
- 1980 – Hejtman z Kopníku (Knell, varhaník, stážmistr...), režie Ladislav Smoček[3]
- 1981 – Něžný barbar (Egon)[4], režie Ivo Krobot

## Herecká filmografie

### Film
- 1969 Ucho (režie a scénář Karel Kachyňa; scénář Jan Procházka)
- 1982 Jak svět přichází o básníky (režie Dušan Klein)
- 1983 Anděl s ďáblem v těle (režie Václav Matějka)
- 1983 Tisícročná včela (režie Juraj Jakubisko)

### Televize
- Sešlost Luďka Nekudy
- Princezny na trvalou
- Babička se zbláznila
- Perníkový dědek
- Velká sázka o malé pivo
- Inženýrská odysea (TV seriál)
- Návštěvníci (TV seriál)
- Za humny je drak
- Zlá krev (TV seriál, 1986, role Rudolfa Mrvy)